# Parafia bł. Iwana Ziatyka w Toruniu
Parafia pw. bł. ks. Iwana Ziatyka w Toruniu – parafia greckokatolicka obrządku bizantyjsko-ukraińskiego w Toruniu, podlegająca pod Dekanat Elbląski Eparchii Olsztyńsko-Gdańskiej. Swoim zasięgiem obejmuje Toruń, Bydgoszcz oraz miejscowości w powiatach: brodnickim, wąbrzeskim, golubsko-dobrzyńskim, chełmińskim i rypińskim. Patronem parafii jest bł. Iwan Ziatyk.
Proboszczem parafii jest ks. Dymitr Leszko.
Dawniej nabożeństwa odbywały się w kaplicy przy kościele św. Maksymiliana Kolbego w Toruniu. We wrześniu 2022 roku parafia otrzymała budynek przy ul. Sowińskiego 9, który przekształcono cerkiew. 24 września 2023 roku odbyła się konsekracja cerkwi.